# Draba kuramensis
Draba kuramensis är en korsblommig växtart som beskrevs av Sabir Junussovicz Junussov. Draba kuramensis ingår i släktet drabor, och familjen korsblommiga växter. Inga underarter finns listade i Catalogue of Life.